# TestPartner
TestPartner ist ein Programmierwerkzeug zur Testautomatisierung für den Funktionstest von Software von Micro Focus. Es wird für dynamische Regressionstests genutzt. Ziel der Tests sind Anwendungen mit einer grafischen Benutzeroberfläche (GUI). Während HP den Markt für kommerzielle Testsoftware mit einem Anteil von 65 % beherrscht, teilen sich Borland, Micro Focus und IBM fast den ganzen verbleibenden Markt.
TestPartner zeichnet Benutzeraktionen auf und kann sie zu einem späteren Zeitpunkt abspielen. Ferner testet TestPartner COM Objekte, bevor eine GUI der Anwendung zur Verfügung steht.

## Testverfahren
TestPartner bietet zwei Modi für die Entwicklung von Testfällen: Visual Test und Test Script. Der Visual Test ist ein visuell leicht verständlicher, Storyboard-basierter Ansatz. Diese Funktion schneidet bei der Aufzeichnung pro Testschritt jedes Fenster der Anwendung sowie die dabei ausgeführte(n) Benutzeraktion(en) mit. Später kann der Test verändert werden, ohne dass die zu testende Anwendung zur Verfügung stehen muss. Beim Test Script wird beim Aufzeichnen VBA-Code erzeugt.
In beiden Modi besteht die Möglichkeit, Testfälle zu verändern, indem z. B. Schleifen, Verzweigungen oder Prüfpunkte eingefügt werden. Externe Testdaten können angesprochen werden. Diesen Testansatz nennt man Data-Driven. TestPartner ermöglicht ebenso den Keyword-Driven Testansatz.

## Entwicklung- und Systemumgebung
Es werden verschiedene Entwicklungsumgebungen unterstützt, unter anderem das .Net-Framework, Sun Java (Java SE 6), SAP GUI für Windows 7.10 und SAP Web Application Server.
Die Software läuft auf handelsüblichen PCs unter verschiedenen Versionen von Microsoft Windows. Es werden verschiedene Datenbanken unterstützt, darunter MS SQL Server, MS Access und Oracle. Die Datenbankserver können auch unter Unix laufen.